# Ai vist lo lop

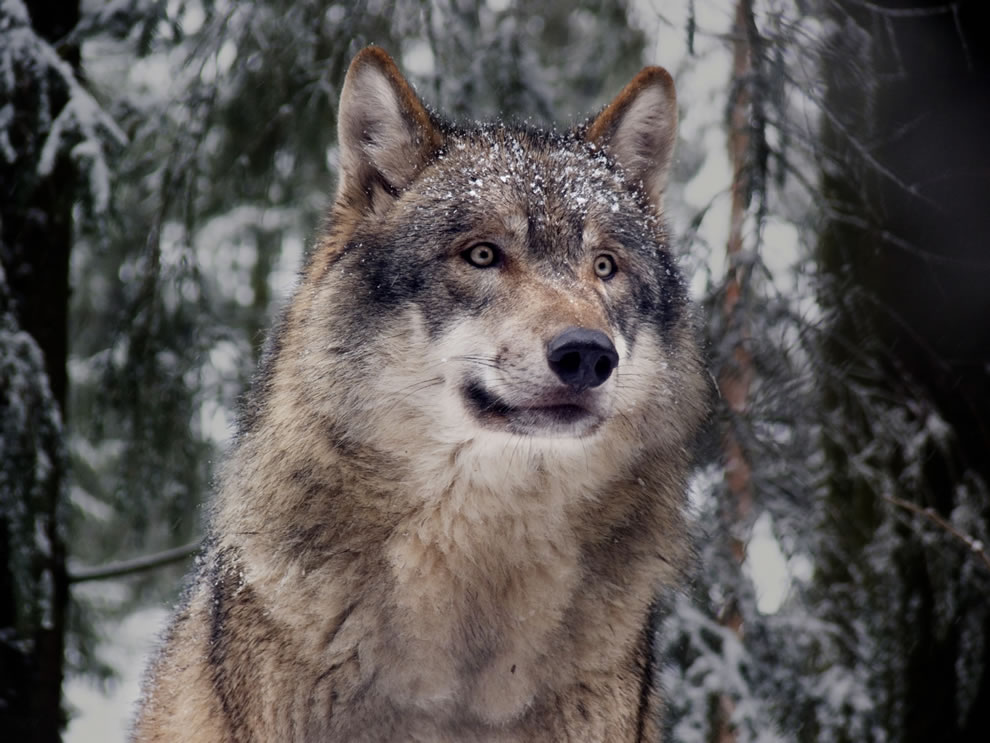
Illustration des paroles.

Ai vist lo lop (soit « J'ai vu le loup » en français) est une chanson traditionnelle de langue occitane créée aux alentours du XIIIe siècle. Elle constitue un ensemble de déclinaisons de la chanson-type J'ai vu le loup, le renard, le lièvre.

## Histoire
Sous la forme d'une bourrée trois temps, cet air avec ses paroles s'est transmis depuis au moins le XIVe siècle et fait maintenant partie du répertoire musical traditionnel commun à l'ensemble du Massif central depuis le début du 19e siècle au moins. 
Sous sa forme à 2 temps il s'est surtout transmis dans les zones de langue occitane comme une comptine pour enfant. 
Avec le renouveau folk des années 1970, le thème continue à être transmis et arrangé par de nombreuses formations, à la fois sous sa forme à  3 temps et à 2 temps. comme par exemple dans les balètis occitans par le duo Brotto-Lopez . En Allemagne, il est interprété en concert dans un tout autre style par le groupe de folk métal allemand In Extremo .

## Paroles
Version standardisée

« Ai vist lo lop, lo rainard, la lèbre
Ai vist lo lop, lo rainard dansar
Totei tres fasián lo torn de l'aubre
Ai vist lo lop, lo rainard, la lèbre
Totes tres fasián lo torn de l'aubre
Fasián lo torn dau boisson folhat.
Aquí trimam tota l'annada
Per se ganhar quauques sòus
Rèn que dins una mesada
Ai vist lo lop, lo rainard, la lèbre
Nos i fotèm tot pel cuol
Ai vist la lèbre, lo rainard, lo lop. »

### Traduction en français
« J'ai vu le loup, le renard, le lièvre,
J'ai vu le loup, le renard danser,
Tous trois faisaient le tour de l'arbre,
J'ai vu le loup, le renard, le lièvre,
Tous trois faisaient le tour de l'arbre,
Ils faisaient le tour du buisson feuillu.
Ici, nous trimons toute l'année,
Pour se gagner quelques sous,
Et dans l'affaire d'un mois,
J'ai vu le loup, le renard, le lièvre,
Il ne nous reste rien du tout, (ils nous l'ont mis dans le cul),
J'ai vu le lièvre, le renard, le loup. »

## Interprètes

### version à 2 temps
- Mont-Jòia (1976)
- In Extremo (1998)
- Wazoo (2015 - reprise qui est une traduction en français)

### version à 3 temps
- Mark Gilston au Dulcimer (2014)
- Gérard à l'accordéon et Alexis à la cabrette (2016)
- Les Derniers Trouvères (2017)